# داريل ماي (لاعب كرة قاعدة)
داريل ماي (بالإنجليزية: Darrell May)‏ هو لاعب كرة قاعدة أمريكي، ولد في 13 يونيو 1972 في مقاطعة سان بيرناردينو في الولايات المتحدة.

## وصلات خارجية
- داريل ماي على موقع الدوري الياباني لكرة القاعدة (الإنجليزية)
- داريل ماي على موقعبيزبول رفرنس.كوم (الدوري الرئيسي) (الإنجليزية)
- داريل ماي على موقعبيزبول رفرنس.كوم (الدوري الثانوي) (الإنجليزية)
- داريل ماي على موقع إي إس بي إن.كوم (أم.أل.بي) (الإنجليزية)
- داريل ماي على موقع مشجعي الرسوم البيانية (الإنجليزية)